# Roberto Audi
Roberto Audi (Rio de Janeiro, 10 de fevereiro de 1934 – Rio de Janeiro, 12 de fevereiro de 1997) foi um cantor e compositor brasileiro. Carioca da Tijuca, ficou famoso ao gravar a marchinha de Carnaval "Colombina iê iê iê". Outros sucessos foram a canção "Noite de Paz", de Dolores Duran, que foi gravada pouco antes dela morrer, e o disco "E as operetas voltaram", no qual cantou com a Orquestra do Teatro Municipal, trechos de conhecidas operetas. Era cunhado do jornalista e compositor David Nasser. Roberto morreu em 1997, de insuficiência respiratória em decorrência de uma diverticulite, no Rio de Janeiro. Foi sepultado no Cemitério de São João Batista.